# Carteyrade
Die Carteyrade war ein französisches Flächenmaß und galt in den Regionen um Montpellier und Cette, dem heutigen Sète. Das Maß kann als Aussaatmaß angesehen werden. Die Fläche sollte mit 1 ½ Metzen (Wiener) Saatgut bestellbar sein.
- 1 Carteyrade = 800 Quadrat-Klafter (Wiener = 3,597 m²) = 2877,6 Quadratmeter
- 2 Carteyrade = 1 Joch (Wiener) = etwa 5 754,642 Quadratmeter
- 1 Carteyrade = 2 Septerées = 4 Cartons = 75 Dexteres[1]